# Urtica praetermissa
Urtica praetermissa là loài thực vật có hoa trong họ Tầm ma. Loài này được V.W. Steinm. mô tả khoa học đầu tiên năm 2004.